# Paranisopodus heterotarsus
Paranisopodus heterotarsus är en skalbaggsart som beskrevs av Monné och Martins 1976. Paranisopodus heterotarsus ingår i släktet Paranisopodus och familjen långhorningar.
Artens utbredningsområde är Costa Rica. Inga underarter finns listade i Catalogue of Life.